# Charles Demolombe
Jean-Charles Florent Demolombe (La Fère, 22 juli 1804 - Caen, 21 februari 1887) was een Frans jurist en hoogleraar aan de Universiteit van Caen.

## Biografie
Charles Demolombe was de zoon van een notarisklerk. Hij behaalde in 1825 zijn diploma in de rechtsgeleerdheid aan de Universiteit van Parijs. Van 1831 tot aan zijn overlijden was hij hoogleraar burgerlijk recht aan de Universiteit van Caen. Hij is voornamelijk bekend van zijn werk Cours de Code Napoléon, dat is uitgegeven tussen 1845 en 1876. Dit standaardwerk met zijn commentaar en annotaties bij het burgerlijk wetboek van Frankrijk (de Code civil des Français, ook bekend als Code Napoléon), zou uit 20 delen bestaan, maar het waren er bij zijn dood 31, die nog slechts de helft van de beoogde stof omvatten. Na zijn dood werd het werk in veel beknoptere vorm voortgezet door zijn opvolger als hoogleraar te Caen, Louis Guillouard (1845-1925), die bij hem had gestudeerd. Hij schreef van de Cours de Code Napoléon de delen 32 tot en met 49.

## Trivia
- Op de Place de la République in Caen werd in 1905 een monument voor Charles Demolombe onthuld, naar de hand van Edmond de Laheudrie. Het monument werd verwijderd in 1959, maar werd op dezelfde plaats hersteld in 2024.
- In Caen is ook een straat vernoemd naar Charles Demolombe.

## Werken
- (fr)  Cours de Code Napoléon, 31 volumes.

- Bibliothèque nationale de France: cb12348220w (data)
- Catàleg d'autoritats de noms i títols de Catalunya: 981058512183006706
- Gemeinsame Normdatei: 102133069
- International Standard Name Identifier: 0000 0001 0859 1667
- Library of Congress Control Number: no90005670
- Base Léonore: LH//727/38
- Nationale Bibliotheek van Israël: 987007281880705171
- Nederlandse Thesaurus van Auteursnamen: 068884974
- Istituto Centrale per il Catalogo Unico: PUVV202656
- Siprojuris: 42562
- Système universitaire de documentation: 032455852
- Virtual International Authority File: 90721326
- WorldCat: E39PBJmdthPtrQPrYrYjJ79bh3